# Verticordia ouricuri
Verticordia ouricuri is een tweekleppigensoort uit de familie van de Verticordiidae. De wetenschappelijke naam van de soort is voor het eerst geldig gepubliceerd in 2010 door Oliveira & Absalão.